# Oxyspora vagans
Oxyspora vagans är en tvåhjärtbladig växtart som först beskrevs av William Roxburgh, och fick sitt nu gällande namn av Nathaniel Wallich. Oxyspora vagans ingår i släktet Oxyspora och familjen Melastomataceae. Inga underarter finns listade i Catalogue of Life.